# Orlitia borneensis
Orlitia borneensis és una espècie de tortuga pertanyent a la família Bataguridae.

## Descripció
- Pot arribar a pesar entre 36 i 50 kg.
- La closca pot ésser de color gris fosc, marró o negre, és estreta, ovalada i fa fins a 80 cm de longitud. Els exemplars adults la tenen més plana que els joves.
- El plastró és llarg, estret i de color groguenc a marró clar.
- El cap és relativament gran i ample, amb un musell lleugerament sortint. És uniformement marró o negre en els adults, i fosc clapejat en els joves.
- El coll, les extremitats i la cua són de color gris, marró o negre.
- La mandíbula superior és lleugerament ganxuda.
- La pell a la part posterior del cap presenta petites escates.
- Tots els dits dels peus són palmats.
- Els mascles tenen cues més llargues i gruixudes que les femelles.[3][4][5]

## Reproducció
Assoleix la maduresa sexual als 10-20 anys. Els ous són elipsoidals amb closques fràgils i mesuren, de mitjana, 80 x 40 mm. Les cries fan 60 mm de llargària en el moment de l'eclosió (3 mesos després de la posta) i presenten closques molt rugoses.

## Alimentació
En estat salvatge es nodreix de fruita, plantes aquàtiques, micromamífers, rèptils, amfibis, invertebrats, peixos i carronya. En captivitat accepta una àmplia gamma d'aliments rics en proteïnes (com ara, tota mena de carns, peix, aliments enllaunats per a gossos i peixos, etc.), fruites toves, verdures i pinso per a tortugues. Menja amb igual facilitat tant a dins com fora de l'aigua.

## Depredadors
És parasitada per Placobdelloides stellapapillosa.

## Hàbitat
Viu als llacs, pantans i rius de corrent lent.

## Distribució geogràfica
Es troba a Indonèsia (Sumatra i Borneo) i el sud de la península de Malaca.

## Costums
És molt aquatica i una gran bussejadora. En les hores de sol acostuma a estar a la vora de l'aigua.

## Estat de conservació
Se n'exporta en grans quantitats des d'Indonèsia (a despit de la seua protecció oficial) als mercats d'aliments de l'Àsia oriental, especialment la Xina on la seua carn és considerada una delicadesa gastronòmica. A més, la seua closca té fama de curar malalties, de rejovenir sexualment i de curar el càncer. També és venuda com a mascota.